# Дрізд-короткодзьоб чорноголовий
Дрізд-короткодзьоб чорноголовий(Catharus mexicanus) — вид горобцеподібних птахів родини дроздових (Turdidae). Поширений у Центральній Америці.

## Поширення
Його ареал простягається від Східної Сьєрра-Мадре у Мексиці до Західної Панами. Природні середовища існування — це субтропічні або тропічні вологі рівнинні й гірські ліси.

## Підвиди
- Catharus mexicanus mexicanus (Bonaparte, 1856) — Мексика
- Catharus mexicanus cantator Griscom, 1930 — південь Мексики та Гватемала
- Catharus mexicanus carrikeri A. R. Phillips, 1991 — Коста-Рика та Панама
- Catharus mexicanus yaegeri A. R. Phillips, 1991 — Гондурас